# Hermann Hellbusch
Hermann Hellbusch (* 19. April 1879 in Großenkneten, Großherzogtum Oldenburg; † 19. April 1968 in Bad Homburg vor der Höhe) war ein deutscher Porträt- und Landschaftsmaler der Düsseldorfer Schule.

## Leben
Hellbusch war das jüngste von sechs Kindern eines evangelisch-lutherischen Kaufmanns aus Großenkneten. Bereits früh begann er mit dem Malen in der umliegenden Heidelandschaft der Cloppenburger Geest. Eine erste künstlerische Ausbildung erhielt er im Atelier des Bremer Dekorationsmalers und Gebrauchsgrafikers Otto Bollhagen. Anschließend begab er sich auf Wanderschaft und bereiste mit dem Fahrrad die Schweiz, Italien, Belgien und die Niederlande. Als er in Hildburghausen einen Theatervorhang malte, riet man ihm zum akademischen Kunststudium. Am 22. Oktober 1900 immatrikulierte er sich für ein Studium an der Königlichen Akademie der Bildenden Künste in München. Dort trat er in die Naturklasse des Historien- und Genremalers Johann Caspar Herterich ein. Ohne seine Leidenschaft für die Landschaftsmalerei aufzugeben, entwickelte er sich an der Münchner Akademie zum Porträtisten. Weitere Stationen seiner Entwicklung waren Kunstschulen in Rom, Weimar und Berlin.
1910 ließ er sich in Düsseldorf nieder, wo er Mitglied des Künstlervereins Malkasten wurde und seine Frau Hansi Seidel kennenlernte, mit der er eine vierzigjährige Ehe führte. Als der Erste Weltkrieg ausbrach, wurde er Sanitäter. Als solcher kam er öfter nach Bad Homburg und in den Taunus, dessen Landschaft sein Lieblingsmotiv wurde.
Während des Zweiten Weltkriegs wurde seine Düsseldorfer Wohnung durch einen Luftangriff zerstört. 1947 siedelte er nach Bad Homburg über. Dort gehörte er 1948 mit Fritz Best und anderen zu den Gründern des Künstlerbundes Taunus.